# Schokoladensauce

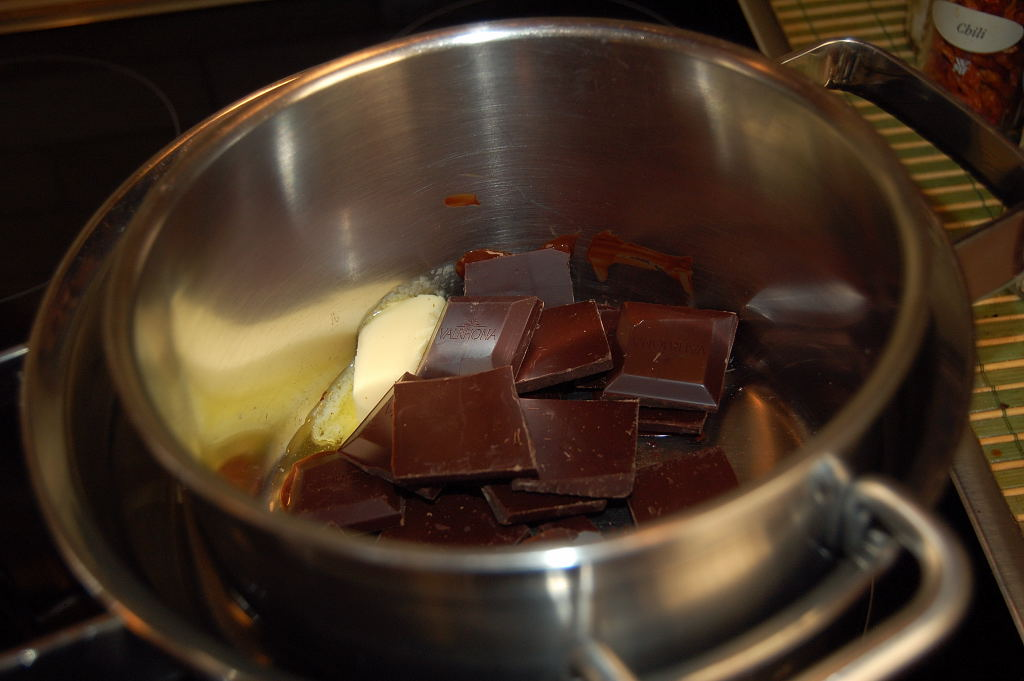
Kuvertüre wird in einem Wasserbad geschmolzen

Schokoladensauce oder Schokoladensoße ist eine (süße) Dessertsauce, die warm oder kalt zu Pudding, Mehlspeisen, süßen Aufläufen, Eiscreme oder Früchten serviert wird.

## Zusammensetzung, Zubereitungsarten und Verfügbarkeit
Zur Zubereitung wird geriebene dunkle Schokolade mit etwas Wasser aufgekocht und mit Vanillezucker und Sahne, eventuell auch etwas Butter oder in Wasser verrührtem Stärkemehl vermischt. 
Eine weitere Zubereitungsart ist eine Variante der Crème anglaise. Dazu werden geriebene Schokolade oder Kakao mit Milch, Eigelb und Zucker im Wasserbad dickgeschlagen und nach dem Abkühlen Eischnee untergezogen.
Schokoladensauce ist auch als Instant- oder Fertigprodukt im Handel erhältlich.